# Ari Rasilainen
Ari Petteri Rasilainen (Helsinki, Finlandia, 18 de febrero de 1959) es un director de orquesta finlandés. Empezó su carrera como violinista en la Orquesta Sinfónica de Radio Finlandia aunque su trayectoria profesional ha estado enfocada principalmente a la dirección orquestal donde obtuvo su primer reconocimiento Internacional en 1989. Al conseguir el segundo premio en el Concurso Internacional de Dirección Nicolai Malko de Copenhague. Desde enero de 2002, es Director Titular y Artístico de la Orquesta Staatsphilharmonie Rheiland-Pfalz de Ludwigshafen en Alemania.

## Biografía
Estudió dirección con el Profesor Jorma Panula en la Academia Sibelius. También fueron sus maestros Arvid Jansons (dirección) y Alexander Labko (violín) en Berlín. Antes de iniciar su carrera como Director, fue violinista de la Orquesta Filarmónica de Helsinki entre 1980 y 1986.
Ari Rasilainen ha sido Director Titular de la Orquesta de Laaperanta en Finlandia entre 1985 y 1989 y Principal Director Invitado de la Orquesta Filarmónica de Tampere. Desde 1994 hasta el 2002 fue director Titular de la Orquesta Sinfónica de Radio Noruega. Dirige con regularidad a las principales orquestas escandinavas, así como en toda Europa, entre las que cabe destacar a la Orquesta Filarmónica de la Radio Belga, Philharmonia Húngara, Bundesjuvend Orchester, Filarmónicas de Oslo y Bergen, Sinfónica de Praga, Opera North en Leeds, Orquestas Sinfónicas de Radio Frankfurt, Leipzig y Stuttgart, a la Filarmónica de Radio Hanover, la Orquesta del Gewandhaus de Leipzig y Orquesta Sinfónica Radio Berlín. Para la Opera Nacional Finlandesa dirigió Lohengrin de Wagner en 1994, La flauta mágica de Mozart en 1998 y 1999, y Tosca de Puccini en 2001. En la temporada 2005 debuta en el Festival de Opera de Savonlinna. En España ha dirigido a las orquestas de Galicia, Tenerife, Bilbao, Principado de Asturias y Sinfónica de Sevilla.
En mayo de 2000, dirigió a la Orquesta de Radio Hanover en el concierto inaugural de la EXPO, con José Carreras como solista. En octubre de 2000, en un concierto retransmitido en directo por toda Europa por la ZDF y desde la Schauspielhaus de Berlín, Ari Rasilainen dirigió el Concierto de Gala de los Premios ECHO-KLASSIK con la Sinfónica Radio Berlín y teniendo como solistas a Monserrat Caballé, Daniel Barenboim, Dietrich Fischer-Dieskau, Nigel Kennedy, Anne Sofie von Otter, Arcadi Volodos y Christian Zacharias, entre otros.

## Discografía
Con la Orquesta Sinfónica Radio Noruega, ha realizado grabaciones para el sello Finlandia Records, con quien les vincula un contrato en exclusiva. Ha grabado la integral de sinfonías de Kurt Atterberg para la CPO, así como las integrales sinfónicas de Aulis Sallinen y Ahmed Adnan Saygun.
- Natanael Berg: Symphonies No 1 & 2 / Rasilainen, (2009,CPO)
- Hausegger: Natursymphonie (2008, CPO)
- Deutsche Staatsphilharmonie Sallinen: Symphonies No 3 & 5 (2008,CPO)
- Chaikovski, Saint-Saëns, Ginastera / Sol Gabetta (2007)
- Norwegian Radio Orchestra And Ari Rasilainen Wagner * Weber (2006, Fazer Records/Finlandia)
- Christian Sinding: Symphonies Nos. 3 & 4 (2006, Fazer Records/Finlandia)
- Sallinen: Symphonies 2 & 4, Etc / Rasilainen (2006, CPO)
- Symphonies Nos. 3 & 4 (2006, Fazer Records/Finlandia)
- Chaikovski: Symphony 1 * Borodin: Symphony 2 (2006, Fazer Records/Finlandia)
- Ndr Radiophilharmoni Atterberg: Complete Symphonies / Rasilainen, (2005,CPO)
- Sallinen: Symphony No 8, Etc / Rasilainen,(2005, CPO)
- Mijam Tschopp Saygun: Symphony No 4, Etc / Rasilainen (2005,CPO)
- Saygun: Symphony No 3 & 5 / Rasilainen, (2004,CPO)
- Ari Rasilainen, Sallinen: Symphonies No 1 & 7 / Rasilainen, Rheinland-Pfalz (2003,CPO)
- Suovanen, Kurt Atterberg: Symphony No 9, Älven / Rasilainen (2003, CPO)
- Ari Rasilainen, Kurt Atterberg: Symphonies 2 & 5 / Rasilainen, Frankfurt Radio (2002, CPO)
- Saygun: Symphony No 1 & 2 / Rasilainen, (2002,CPO)
- Kurt Atterberg: Piano Concerto, Etc / Derwinger, (2001, CPO)
- Kurt Atterberg: Symphonies No 1 & 4 / Rasilainen, Frankfurt Rso (2000,CPO)